# ザ・プロテクター (映画)
『ザ・プロテクター』（原題：The Shepherd: Border Patrol）は、2008年にアメリカで製作されたビデオ映画。日本でも劇場公開されずビデオスルーになった。

## ストーリー
新しく国境警備隊に配属されたジャックは、元はニューオーリンズ市警で働いていた正義漢であった。実は彼の過去には、16歳の娘を麻薬で失うといった悲惨な経験があり、麻薬組織を心の底から激しく憎んでいた。そしてついに、彼の前に巨大な麻薬組織が現れるのだった。

## キャスト
役名:俳優（ソフト版吹き替え）
- ジャック・ロビドー：ジャン＝クロード・ヴァン・ダム（吹替：小杉十郎太）
- カープ：スコット・アドキンス（吹替：竹若拓磨）
- ベンジャミン・マイヤーズ：スティーヴン・ロード（吹替：加瀬康之）
- ビリー・ポーネル：ゲイリー・マクドナルド（吹替：乃村健次）
- ラモーナ・ガルシア分隊長：ナタリー・ロブ
- エミール：ダン・デイヴィス（吹替：石住昭彦）
- レキシー：アンドレ・バーナード
- ジェッド：フィル・マッキー（吹替：石住昭彦）

## スタッフ
- 監督：アイザック・フロレンティーン
- 製作総指揮：アヴィ・ラーナー、キャシー・ブレイトン
- 脚本：ケイド・コートリー、ジョー・ゲイトン
- 撮影：ダグラス・ミルサム
- 音楽：マーク・セイフリッツ